# Oscar Bloch
Oscar Bloch (Le Thillot, Vosges, 8 de maig de 1877 - París, 15 d'abril de 1937) fou un romanista i dialectòleg francès.

## Vida i obra
Bloch nasqué en el si d'una família jueva a la regió dels Vosges, va fer els estudis superiors i va obtenir l'habilitació amb una tesi de dialectologia intitulada Les Parlers des Vosges méridionales (arrondissement de Remiremont, département des Vosges), étude de dialectologie (París 1917, Marsella 1978) i la tesi complementària Atlas linguistique des Vosges méridionales (París 1914, 1917). Fou professor d'institut al Lycée Buffon (1917–1937) i des de 1926 (com a successor del seu mestre Jules Gilliéron) Directeur d'études de dialectologia romànica a l'Ecole pratique des hautes études. A més, impartia docència a la Sorbona i a l'Ecole Normale Supérieure de Fontenay. Amb Adolphe Terracher va fundar el 1924 la Société de Linguistique Romane i la revista Revue de linguistique romane.
És conegut a més de la seva tasca com a dialectòleg pel diccionari etimològic que va publicar amb Walther von Wartburg (primera edició 1932, amb nombroses reedicions). Va publicar també nombrosos llibres de gramàtica d'ús escolar. Fou germà de l'historiador Camille Bloch (1865-1949) i pare de l'etruscòleg Raymond Bloch (1914–1997).

## Publicacions
- Lexique français-patois des Vosges méridionales, París 1915
- Atlas Linguistique des Vosges Méridionales, París: Librairie Ancienne H. Champion, 1917
- La pénétration du français dans les parlers des Vosges méridionales, París 1921
- (amb Walther von Wartburg) Dictionnaire étymologique de la langue française, París 1932

### Notícies necrològiques
- Georges Gougenheim a: Vox Romanica 2, 1937, p. 478-480[Enllaç no actiu] (en francès)
- Romania 1937, p. 556-557
- Le Français Moderne 1937, p. 206